# Nogegon
Nogegon est le troisième volume de la série de bande dessinée Les Terres creuses de Luc et François Schuiten. 

## Synopsis
La narration se déroule sur le monde de Nogegon. Dès le début de l'histoire, on retrouve Nelle.

## Analyse
Nogegon est un palindrome. On le remarque grâce au titre lui-même, mais tout l'album est également construit en suivant ce principe. L'album est créé selon une symétrie centrale. À chaque page correspond une page inversée en miroir (x - x'). L'histoire est aussi marquée du sceau de la symétrie et l'héroïne elle-même s'interroge sur les causes d'une binarité si parfaite de tous les éléments de la vie à Nogegon. 

## Publication
- 1re édition parue en janvier 1990  (ISBN 2-7316-0643-6)
- Tirage limité sorti en décembre 1990  (ISBN 2-7316-0948-6)
- 2e édition avec une couverture légèrement différente  (ISBN 2-7316-1291-6)